# Центральная предельная теорема

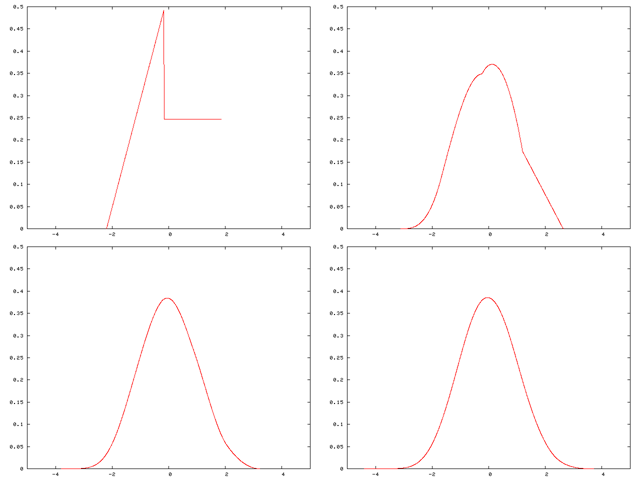
«Сглаживание» распределения суммированием. Показана функция плотности вероятности одной случайной величины, а также распределения суммы двух, трёх и четырёх случайных величин с такой же функцией распределения.

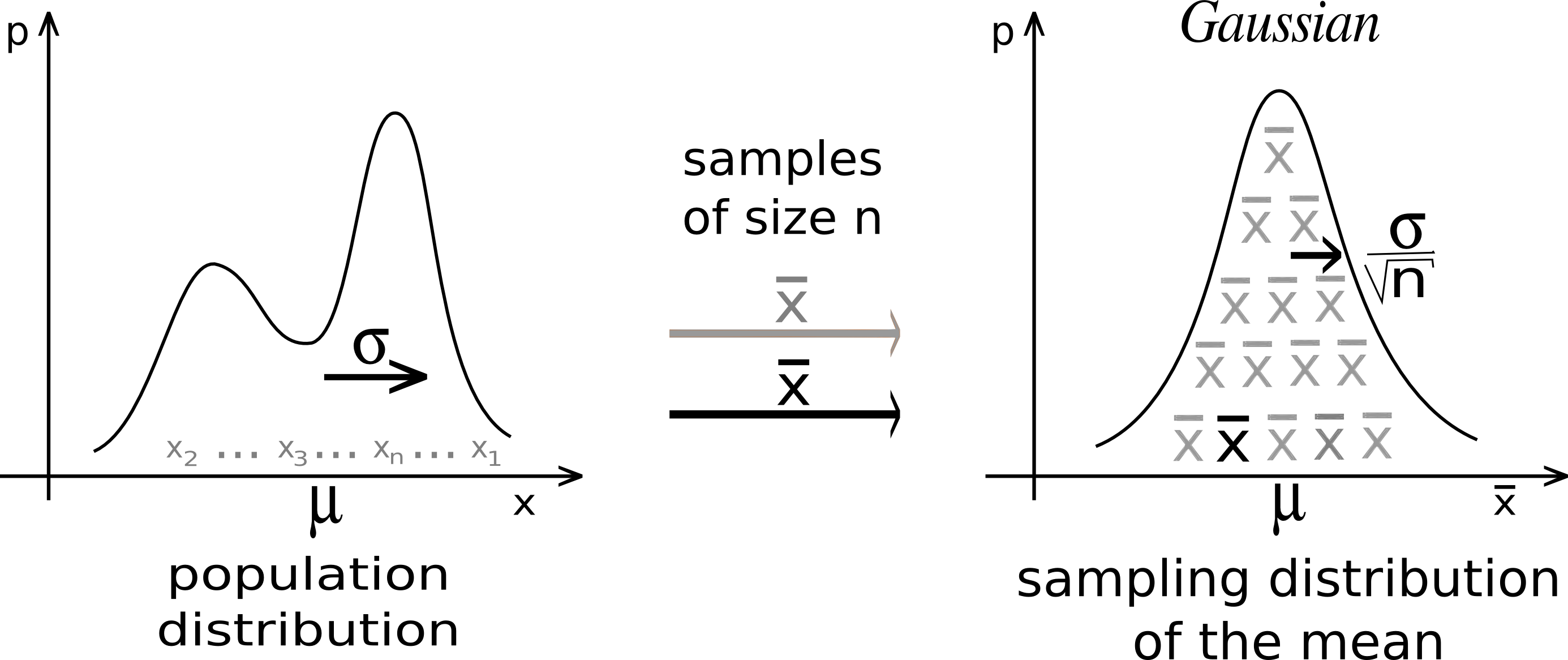
Какова бы ни была форма распределения генеральной совокупности, распределение выборочного среднего стремится к нормальному, а его дисперсия задается центральной предельной теоремой.

Центра́льные преде́льные теоре́мы (ЦПТ) — класс теорем в теории вероятностей, утверждающих, что сумма достаточно большого количества слабо зависимых случайных величин, имеющих примерно одинаковые масштабы (ни одно из слагаемых не доминирует, не вносит в сумму определяющего вклада), имеет распределение, близкое к нормальному.
Так как многие случайные величины в приложениях формируются под влиянием нескольких слабо зависимых случайных факторов, их распределение считают нормальным. При этом должно соблюдаться условие, что ни один из факторов не является доминирующим. Центральные предельные теоремы в этих случаях обосновывают применение нормального распределения.

## Классическая ЦПТ
Пусть {\displaystyle X_{1},\ldots ,X_{n}} есть последовательность независимых одинаково распределённых случайных величин, имеющих конечные математическое ожидание {\displaystyle \mu } и дисперсию {\displaystyle \sigma ^{2}}. Пусть также
{\displaystyle S_{n}=\sum \limits _{i=1}^{n}X_{i}}.
Тогда
{\displaystyle {\frac {S_{n}-\mu n}{\sigma {\sqrt {n}}}}\to N(0,1)} по распределению при {\displaystyle n\to \infty },
где {\displaystyle N(0,1)} — нормальное распределение с нулевым математическим ожиданием и стандартным отклонением, равным единице. Определяя выборочное среднее первых {\displaystyle n} величин как
{\displaystyle {\bar {X}}_{n}={\frac {1}{n}}\sum \limits _{i=1}^{n}X_{i}},
можно переписать результат центральной предельной теоремы в следующем виде (ЦПТ в форме Леви):
{\displaystyle {\sqrt {n}}{\frac {{\bar {X}}_{n}-\mu }{\sigma }}\to N(0,1)} по распределению при {\displaystyle n\to \infty }.
Скорость сходимости можно оценить с помощью неравенства Берри — Эссеена.

## Замечания
- Неформально говоря, классическая центральная предельная теорема утверждает, что сумма {\displaystyle n} независимых одинаково распределённых случайных величин имеет распределение, близкое к {\displaystyle N(n\mu ,n\sigma ^{2})}. Эквивалентно, {\displaystyle {\bar {X}}_{n}} имеет распределение близкое к {\displaystyle N(\mu ,\sigma ^{2}/n)}.
- Так как функция распределения стандартного нормального распределения непрерывна, сходимость к этому распределению эквивалентна поточечной сходимости функций распределения к функции распределения стандартного нормального распределения. Положив {\displaystyle Z_{n}={\frac {S_{n}-\mu n}{\sigma {\sqrt {n}}}}}, получаем {\displaystyle F_{Z_{n}}(x)\to \Phi (x),\;\forall x\in \mathbb {R} }, где {\displaystyle \Phi (x)} — функция распределения стандартного нормального распределения.
- Центральная предельная теорема в классической формулировке доказывается методом характеристических функций (теорема Леви о непрерывности).
- Вообще говоря, из сходимости функций распределения не вытекает сходимость плотностей. Тем не менее в данном классическом случае это имеет место.

## Локальная ЦПТ
В предположениях классической формулировки, допустим в дополнение, что распределение случайных величин {\displaystyle \{X_{i}\}_{i=1}^{\infty }} абсолютно непрерывно, то есть оно имеет плотность. Тогда распределение {\displaystyle Z_{n}} также абсолютно непрерывно, и более того,
{\displaystyle f_{Z_{n}}(x)\to {\frac {1}{\sqrt {2\pi }}}\,e^{-{\frac {x^{2}}{2}}}} при {\displaystyle n\to \infty },
где {\displaystyle f_{Z_{n}}(x)} — плотность случайной величины {\displaystyle Z_{n}}, а в правой части стоит плотность стандартного нормального распределения.

## Обобщения
Результат классической центральной предельной теоремы справедлив для ситуаций гораздо более общих, чем полная независимость и одинаковая распределённость.

### ЦПТЛиндеберга
Пусть независимые случайные величины {\displaystyle X_{1},\ldots ,X_{n},\ldots } определены на одном и том же вероятностном пространстве и имеют конечные математические ожидания и дисперсии: {\displaystyle \mathbb {E} [X_{i}]=\mu _{i},\;\mathrm {D} [X_{i}]=\sigma _{i}^{2}}.
Пусть {\displaystyle S_{n}=\sum \limits _{i=1}^{n}X_{i}}.
Тогда {\displaystyle \mathbb {E} [S_{n}]=m_{n}=\sum \limits _{i=1}^{n}\mu _{i},\;\mathrm {D} [S_{n}]=s_{n}^{2}=\sum \limits _{i=1}^{n}\sigma _{i}^{2}}.
И пусть выполняется условие Линдеберга:
{\displaystyle \forall \varepsilon >0,\;\lim \limits _{n\to \infty }\sum \limits _{i=1}^{n}\mathbb {E} \left[{\frac {(X_{i}-\mu _{i})^{2}}{s_{n}^{2}}}\,\mathbf {1} _{\{|X_{i}-\mu _{i}|>\varepsilon s_{n}\}}\right]=0,}
где {\displaystyle \mathbf {1} _{\{|X_{i}-\mu _{i}|>\varepsilon s_{n}\}}} функция — индикатор.
Тогда
{\displaystyle {\frac {S_{n}-m_{n}}{s_{n}}}\to N(0,1)} по распределению при {\displaystyle n\to \infty }.

### ЦПТЛяпунова
Пусть выполнены базовые предположения ЦПТ Линдеберга. Пусть случайные величины {\displaystyle \{X_{i}\}} имеют конечный третий момент. Тогда определена последовательность
{\displaystyle r_{n}^{3}=\sum _{i=1}^{n}\mathbb {E} \left[|X_{i}-\mu _{i}|^{3}\right]}.
Если предел
{\displaystyle \lim \limits _{n\to \infty }{\frac {r_{n}}{s_{n}}}=0} (условие Ляпунова),
то
{\displaystyle {\frac {S_{n}-m_{n}}{s_{n}}}\to N(0,1)} по распределению при {\displaystyle n\to \infty }.

### ЦПТ для мартингалов
Пусть процесс {\displaystyle (X_{n})_{n\in \mathbb {N} }} является мартингалом с ограниченными приращениями. В частности, допустим, что
{\displaystyle \mathbb {E} \left[X_{n+1}-X_{n}\mid X_{1},\ldots ,X_{n}\right]=0,\;n\in \mathbb {N} ,\;X_{0}\equiv 0,}
и приращения равномерно ограничены, то есть
{\displaystyle \exists C>0\,\forall n\in \mathbb {N} \;|X_{n+1}-X_{n}|\leq C} п.н.
Введём случайные процессы {\displaystyle \sigma _{n}^{2}} и {\displaystyle \tau _{n}} следующим образом:
{\displaystyle \sigma _{n}^{2}=\mathbb {E} \left[(X_{n+1}-X_{n})^{2}\mid X_{1},\ldots ,X_{n}\right]}
и
{\displaystyle \tau _{n}=\min \left\{k\left\vert \;\sum _{i=1}^{k}\sigma _{i}^{2}\geq n\right.\right\}}.
Тогда
{\displaystyle {\frac {X_{\tau _{n}}}{\sqrt {n}}}\to N(0,1)} по распределению при {\displaystyle n\to \infty }.

### ЦПТ для случайных векторов
Пусть {\displaystyle {\vec {X_{1}}},\ldots ,{\vec {X_{n}}},\ldots } последовательность независимых и одинаково распределённых случайных векторов, каждый из которых имеет среднее {\displaystyle E{\vec {X_{1}}}={\vec {a}}} и невырожденную матрицу ковариаций {\displaystyle \Sigma }. Обозначим через {\displaystyle S_{n}={\vec {X_{1}}}+\ldots +{\vec {X_{n}}}} вектор частичных сумм. Тогда при {\displaystyle n\to \infty } имеет место слабая сходимость распределений векторов
{\displaystyle {\vec {\eta _{n}}}={\frac {S_{n}-na}{\sqrt {n}}}\xrightarrow {weak} {\vec {\eta }}}, где {\displaystyle {\vec {\eta }}} имеет распределение {\displaystyle N({{\vec {0}},\Sigma })}.